# Prospect Heights (Brooklyn)
Pour les articles homonymes, voir Prospect Heights.
Prospect Heights est un quartier de l'arrondissement de Brooklyn à New York.
Situé au nord de Prospect Park, il est délimité par Flatbush Avenue à l'ouest, Atlantic Avenue au nord, Eastern Parkway au sud, et Washington Avenue à l'est.
Comparé aux autres quartiers de Brooklyn, il est d'une taille relativement modeste, mais est connu pour sa diversité culturelle et ses rues bordées d'arbres.